# Lista siturilor arheologice din județul Constanța - D
Lista siturilor arheologice din județul Constanța - D conține toate siturile arheologice din județul Constanța înscrise în Repertoriul Arheologic Național (RAN) și aflate în localități al căror nume începe cu litera D. RAN este administrat de Ministerul Culturii și Patrimoniului Național și cuprinde date științifice, cartografice, topografice, imagini și planuri, precum și orice alte informații privitoare la zonele cu potențial arheologic, studiate sau nu, încă existente sau dispărute.
Puteți căuta un sit din localitățile care încep cu litera D folosind formularul de mai jos sau puteți naviga prin toate siturile din județ la Lista siturilor arheologice din județul Constanța.
| Cod RAN                                  | Denumire | Localitate                              | Adresă         | Datare                          | Descoperit | Coordonate                                    | Imagine           | Erori            |
| ---------------------------------------- | --- | --------------------------------------- | -------------- | ------------------------------- | ---------- | --------------------------------------------- | ----------------- | ---------------- |
| 62468.02.01 (Cod LMI: CT-I-m-A-02558.03) | Valul mare de pământ de la Dorobanțu / ansamblu Valul mare de pământ (Categorie: fortificație) (Tip: Val de pământ)                           | sat Dorobanțu, comuna Nicolae Bălcescu  |                | sec. X-XI                       |            |                                               | Încărcați imagine | Raportați eroare |
| 62468.01.01 (Cod LMI: CT-I-m-A-02559.04) | Valul de piatră de la Dorobanțu / ansamblu anonim (Categorie: fortificație) (Tip: Val de piatră)                                              | sat Dorobanțu, comuna Nicolae Bălcescu  |                | sec. X-XI                       |            |                                               | Încărcați imagine | Raportați eroare |
| 61684.01.01 (Cod LMI: CT-I-m-A-02648.01) | Situl arheologic de la Deleni / ansamblu Cariera de piatră a cetății Tropæum Traiani (Categorie: exploatare/carieră) (Tip: Carieră de piatră) | sat Deleni, comuna Deleni               |                | sec. I - III                    |            | 44°07′08″N 28°00′51″E / 44.11897°N 28.01423°E | Încărcați imagine | Raportați eroare |
| 61684.01.02 (Cod LMI: CT-I-m-A-02648.02) | Situl arheologic de la Deleni / ansamblu anonim (Categorie: exploatare/carieră) (Tip: Grup de tumuli)                                         | sat Deleni, comuna Deleni               |                | sec. I - III                    |            | 44°07′08″N 28°00′51″E / 44.11897°N 28.01423°E | Încărcați imagine | Raportați eroare |
| 62468.03.01 (Cod LMI: CT-I-m-B-02649.02) | Situl arheologic de la Dorobanțu / ansamblu anonim (Categorie: locuire civilă) (Tip: Așezare)                                                 | sat Dorobanțu, comuna Nicolae Bălcescu  |                | geto-dacică sec. I a. Chr.      |            |                                               | Încărcați imagine | Raportați eroare |
| 62468.03.02 (Cod LMI: CT-I-m-B-02649.01) | Situl arheologic de la Dorobanțu / ansamblu anonim (Categorie: locuire civilă) (Tip: Așezare rurală)                                          | sat Dorobanțu, comuna Nicolae Bălcescu  |                | sec. I - sec. III               |            |                                               | Încărcați imagine | Raportați eroare |
| 62850.01.01 (Cod LMI: CT-I-m-A-02650.02) | Situl arheologic de la Dulgheru / ansamblu anonim (Categorie: locuire) (Tip: Grup de tumuli)                                                  | sat Dulgheru, comuna Saraiu             |                |                                 |            | 44°41′58″N 28°12′57″E / 44.69943°N 28.21571°E | Încărcați imagine | Raportați eroare |
| 62850.01.02 (Cod LMI: CT-I-m-A-02650.01) | Situl arheologic de la Dulgheru / ansamblu anonim (Categorie: locuire) (Tip: Așezare rurală)                                                  | sat Dulgheru, comuna Saraiu             |                | sec. II - III                   |            | 44°41′58″N 28°12′57″E / 44.69943°N 28.21571°E | Încărcați imagine | Raportați eroare |
| 61899.01.01 (Cod LMI: CT-I-s-B-02651)    | Ansamblul rupestru de la Dumbrăveni - "Canaraua Fetei" / ansamblu Complex religios (Categorie: neprecizată) (Tip: Ansamblu rupestru)          | sat Dumbrăveni, comuna Dumbrăveni       | Canaraua Fetei | sec. X - XI                     |            | 44°02′03″N 27°25′10″E / 44.03417°N 27.41945°E | Încărcați imagine | Raportați eroare |
| 61899.01.0 (Cod LMI: CT-I-s-B-02651)     | Ansamblul rupestru de la Dumbrăveni - "Canaraua Fetei" / ansamblu anonim (Categorie: neprecizată) (Tip: Așezare)                              | sat Dumbrăveni, comuna Dumbrăveni       | Canaraua Fetei | Gumelnița                       |            | 44°02′03″N 27°25′10″E / 44.03417°N 27.41945°E | Încărcați imagine | Raportați eroare |
| 62921.01.01 (Cod LMI: CT-I-m-B-02652.01) | Situl arheologic de epocă romană de la Dunărea / ansamblu anonim (Categorie: locuire civilă) (Tip: Așezare rurală)                            | sat Dunărea, comuna Seimeni             |                | sec. I - IV                     |            |                                               | Încărcați imagine | Raportați eroare |
| 62921.01.02 (Cod LMI: CT-I-m-B-02652.02) | Situl arheologic de epocă romană de la Dunărea / ansamblu anonim (Categorie: locuire civilă) (Tip: Necropolă)                                 | sat Dunărea, comuna Seimeni             |                | sec. IV-III a. Chr              |            |                                               | Încărcați imagine | Raportați eroare |
| 62921.01.02 (Cod LMI: CT-I-m-B-02652.02) | Situl arheologic de epocă romană de la Dunărea / complex anonim (Categorie: locuire civilă) (Tip: mormânt de incinerație)                     | sat Dunărea, comuna Seimeni             |                |                                 |            |                                               | Încărcați imagine | Raportați eroare |
| 61032.01.01 (Cod LMI: CT-I-m-A-02653.02) | Situl arheologic de la Dunăreni - "Bratca" / ansamblu anonim (Categorie: locuire civilă) (Tip: Cetate)                                        | sat Dunăreni, comuna Aliman             | Bratca         | sec. II - VI                    |            | 44°11′10″N 27°45′09″E / 44.18611°N 27.7525°E  | Încărcați imagine | Raportați eroare |
| 61032.01.02 (Cod LMI: CT-I-m-A-02653.01) | Situl arheologic de la Dunăreni - "Bratca" / ansamblu anonim (Categorie: locuire civilă) (Tip: Așezare)                                       | sat Dunăreni, comuna Aliman             | Bratca         | sec. VI-X                       |            | 44°11′10″N 27°45′09″E / 44.18611°N 27.7525°E  | Încărcați imagine | Raportați eroare |
| 61032.02.01 (Cod LMI: CT-I-m-A-02654.02) | Cetatea Sacidava de la Dunăreni - "Dealul Muzait" / ansamblu Cetatea Sacidava (Categorie: locuire civilă) (Tip: Cetate)                       | sat Dunăreni, comuna Aliman             | Dealul Muzait  | sec. II - VI                    |            | 44°14′25″N 27°50′57″E / 44.24028°N 27.84917°E | Încărcați imagine | Raportați eroare |
| 61032.02.02 (Cod LMI: CT-I-m-A-02654.01) | Cetatea Sacidava de la Dunăreni - "Dealul Muzait" / ansamblu anonim (Categorie: locuire civilă) (Tip: Cetate)                                 | sat Dunăreni, comuna Aliman             | Dealul Muzait  |                                 |            | 44°14′25″N 27°50′57″E / 44.24028°N 27.84917°E | Încărcați imagine | Raportați eroare |
| 61032.03.01 (Cod LMI: CT-I-m-A-02655.01) | Situl arheologic Latene de la Dunăreni - "Gura Zăvalului" / ansamblu anonim (Categorie: locuire civilă) (Tip: Așezare)                        | sat Dunăreni, comuna Aliman             | Gura Zăvalului | geto-dacică sec. IV - I a. Chr. |            |                                               | Încărcați imagine | Raportați eroare |
| 61032.03.02 (Cod LMI: CT-I-m-A-02655.02) | Situl arheologic Latene de la Dunăreni - "Gura Zăvalului" / ansamblu anonim (Categorie: locuire civilă) (Tip: Necropolă tumulară)             | sat Dunăreni, comuna Aliman             | Gura Zăvalului | geto-dacică sec. IV - I a. Chr. |            |                                               | Încărcați imagine | Raportați eroare |
| 60614.01                                 | Așezarea Latene de la Dulcești / ansamblu anonim (Categorie: așezare)                                                                         | sat Dulcești, comuna 23 August          |                |                                 |            |                                               | Încărcați imagine | Raportați eroare |
| 60614.01.01                              | Așezarea Latene de la Dulcești / ansamblu anonim (Categorie: așezare) (Tip: Așezare)                                                          | sat Dulcești, comuna 23 August          |                |                                 |            |                                               | Încărcați imagine | Raportați eroare |
| 61764.01.01                              | Așezarea Latène de la Dobromiru din Deal / ansamblu anonim (Categorie: așezare) (Tip: Așezare)                                                | sat Dobromiru din Deal, comuna Dobromir |                | sec. IV-III a.Chr               |            |                                               | Încărcați imagine | Raportați eroare |
| 62468.04.01                              | Așezarea latene de la Dorobanțu / ansamblu anonim (Categorie: așezare) (Tip: Așezare)                                                         | sat Dorobanțu, comuna Nicolae Bălcescu  |                | elenistică                      |            |                                               | Încărcați imagine | Raportați eroare |
| 61032.04                                 | Necropola de incinerație de la Dunăreni / ansamblu anonim (Categorie: descoperire funerară)                                                   | sat Dunăreni, comuna Aliman             |                |                                 |            | 44°11′32″N 27°47′18″E / 44.19222°N 27.78833°E | Încărcați imagine | Raportați eroare |
| 61032.04.01                              | Necropola de incinerație de la Dunăreni / ansamblu anonim (Categorie: descoperire funerară) (Tip: Necropolă de incinerație)                   | sat Dunăreni, comuna Aliman             |                | getică                          |            | 44°11′32″N 27°47′18″E / 44.19222°N 27.78833°E | Încărcați imagine | Raportați eroare |
| 62468.05.01                              | Cariera de silex de la Dorobanțu / ansamblu anonim (Categorie: carieră/mine) (Tip: Carieră de piatră)                                         | sat Dorobanțu, comuna Nicolae Bălcescu  |                | Hamangia                        |            |                                               | Încărcați imagine | Raportați eroare |
| 62413.01                                 | Descoperirile izolate de la Darabani (Categorie: descoperiri izolate de artefacte) (Tip: sit arheologic)                                      | sat Darabani, oraș Negru Vodă           |                |                                 |            |                                               | Încărcați imagine | Raportați eroare |
| 62413.01.01                              | Descoperirile izolate de la Darabani / ansamblu anonim (Categorie: descoperiri izolate de artefacte) (Tip: neprecizat)                        | sat Darabani, oraș Negru Vodă           |                |                                 |            |                                               | Încărcați imagine | Raportați eroare |
| 61032.05.01 (Cod LMI: CT-I-m-A-02654.03) | Cetatea getică de la Dunăreni-Dealul Muzait / ansamblu anonim (Categorie: locuire) (Tip: Cetate)                                              | sat Dunăreni, comuna Aliman             | Dealul Muzait  | getică                          |            | 44°14′28″N 27°51′13″E / 44.24111°N 27.85361°E | Încărcați imagine | Raportați eroare |
| 61032.06.01                              | Castru roman la Dunăreni-Dealul Muzait / ansamblu anonim (Categorie: locuire militară) (Tip: Castru)                                          | sat Dunăreni, comuna Aliman             | Dealul Muzait  | romană                          |            | 44°14′26″N 27°51′33″E / 44.24055°N 27.85917°E | Încărcați imagine | Raportați eroare |
| 60614.02.01                              | Așezarea romană de la Dulcești / ansamblu anonim (Categorie: locuire) (Tip: Așezare)                                                          | sat Dulcești, comuna 23 August          |                |                                 |            | 43°53′26″N 28°32′51″E / 43.89056°N 28.5475°E  | Încărcați imagine | Raportați eroare |
| 60614.03.01                              | Așezarea elenistică de la Dulcești / ansamblu anonim (Categorie: locuire) (Tip: Așezare)                                                      | sat Dulcești, comuna 23 August          |                | elenistică                      |            | 43°54′19″N 28°33′36″E / 43.90528°N 28.56°E    | Încărcați imagine | Raportați eroare |